# ケレップ水制

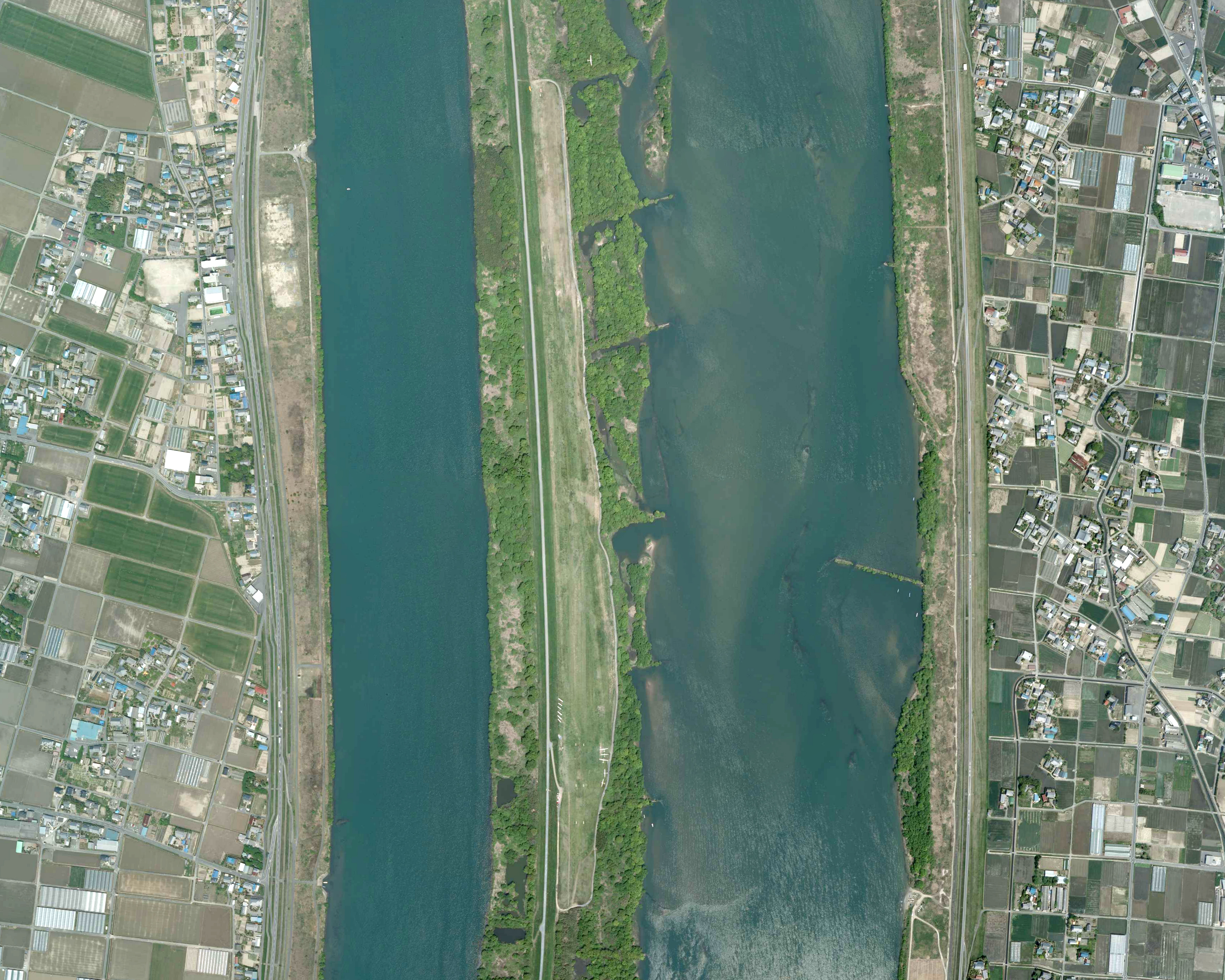
木曽川・長良川の背割堤（2009年）
。

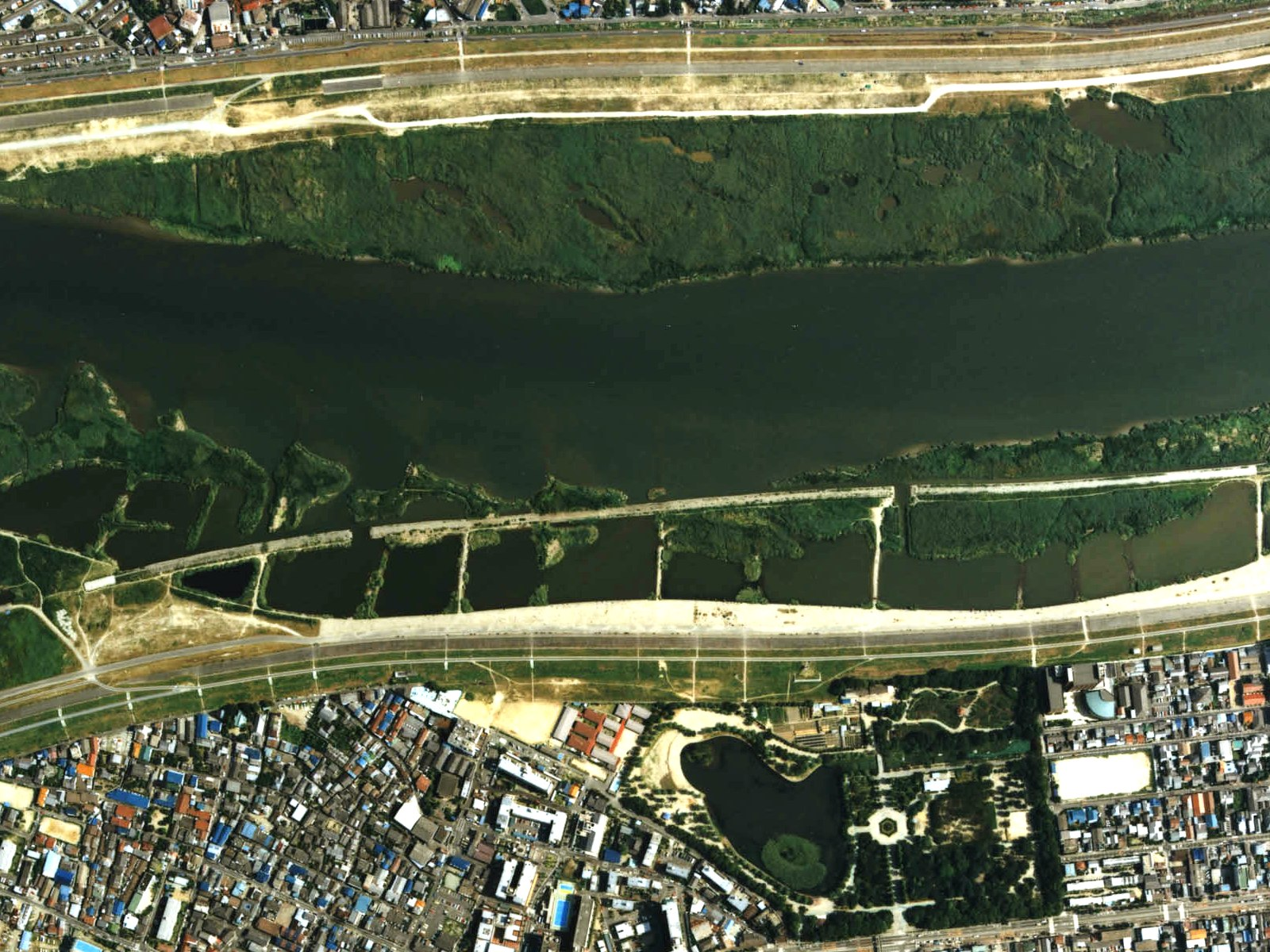
淀川城北地区の航空写真（1985年）
。

ケレップ水制（けれっぷすいせい）は、日本の大河川における水制のひとつ。明治期以後の河川改修において、オランダ人技術者のヨハニス・デ・レーケらによって日本に導入された。「ケレップ」はオランダ語 Kribで「水制」「防波堤」の意味でありケレップ水制という表現は重言にあたる。堤防と直角に設置され、低水時の流路を狭めることにより低水路を確保し舟航を円滑にすることを目的にしている。木曽川右岸のケレップ水制群は、土木学会選奨土木遺産に指定されている。

## ケレップ水制の残る河川
- 淀川
  - ワンド (地形)
- 木曽川
  - 木曽三川分流工事
- 旭川 (岡山県)

## 地図記号
地形図上の水制の記号が定められている。長さ（河川などの流路方向）が50メートル以上にわたって作られたものを表示することになっている。水制一つ一つの幅が7.5メートル未満のものは水制（小）、7.5メートル以上のものは水制（大）として表示する。国土地理院が作成する2万5千分1地形図において表示されているのが典型例である。